# Ed Hunter
Ed Hunter, Iron Maidens PC Game är det brittiska heavy metal-bandet Iron Maidens första och hittills enda datorspel, som släpptes i maj, 1999. Soundtracket som också är ett samlingsalbum består av 20 Iron Maiden låtar som bandets fans röstade fram på Iron Maidens hemsida i december, 1998. Spelet är en sorts shoot em up-spel men det går inte att styra karaktären. I spelet är man en agent som skall frita Eddie, därav namnet Ed Hunter. Spelet flyttar fram dig till de platser där du möter de monster man ska sikta och skjuta ner. Många platser är inspirerade av Iron Maidens olika omslag till skivor och fansen känner lätt igen sig. Spelet är uppdelat i åtta banor och varje bana har ett eget soundtrack, en låt. Detta kan bli mycket irriterande då låten upprepas under hela banan. 
Skivan går att spela upp som en CD och innehåller de låtar som röstades fram av fansen.
Det arrangerades även en turné för skivan, varvid de gamla medlemmarna Adrian Smith och Bruce Dickinson återkom i bandet. The EdHuntour arrangerades dels för att presentera den "klassiska" banduppsättningen för deras fans. Tråkigt nog uteblev Adrian Smith från några spelningar sedan hans far avlidit.

## Låtlistan

### CD 1
1. Iron Maiden (Harris) (Live från Live After Death)
2. The Trooper (Harris)
3. The Number of the Beast (Harris)
4. Wrathchild (Harris)
5. Futureal (Harris, Bayley)
6. Fear of the Dark (Harris)
7. Be Quick or Be Dead (Dickinson, Gers)
8. 2 Minutes to Midnight (Smith, Dickinson)
9. Man on the Edge (Bayley, Gers)
10. Aces High (Harris)
11. The Evil That Men Do (Smith, Dickinson, Harris)
12. Wasted Years (Smith)
13. Powerslave (Dickinson)
14. Hallowed Be Thy Name (Harris)

### CD 2
1. Run to the Hills (Harris)
2. The Clansman (Harris)
3. Phantom of the Opera (Harris)
4. Killers (Di'Anno, Harris)
5. Stranger in a Strange Land (Smith)
6. Tailgunner (Harris, Dickinson)

## Medverkande
- Blaze Bayley - Sång
- Paul Di'Anno - Sång
- Bruce Dickinson - Sång
- Nicko McBrain - Trummor
- Clive Burr - Trummor
- Dave Murray - Gitarr
- Adrian Smith - Gitarr
- Dennis Stratton - Gitarr
- Janick Gers - Gitarr
- Steve Harris – Bas